# 125 до н. е.

## Події
- На прохання мешканців Массалії захистити їх від салювіїв, римське військо на чолі із Марком Фульвієм Флакком вирушило в похід проти племені. Римляни розбили салювіїв і спалили їхній опідум Антремон. Почалося завоювання Південної Галлії римлянами.
- Царя Сирії Деметрія II вбили за наказом його дружини Клеопатри Теї.
- Наступник і син Деметрія II Селевк V Філометор намагався вийти з-під опіки матері, але Клеопатра наказала отруїти його і проголосила царем Антіоха VIII.

### Астрономічні явища
- 15 березня. Повне сонячне затемнення.[1]
- 7 вересня. Кільцеподібне сонячне затемнення.[1]

## Народились
- Гай Клавдій Марцелл, давньоримський політичний діяч
- Луцій Кальпурній Бестія Молодший, давньоримський політичний діяч

## Померли
- Деметрій II Нікатор
- Селевк V Філометор